# Ceratogymna elata
Ceratogymna elata là một loài chim trong họ Bucerotidae.

## Hình ảnh

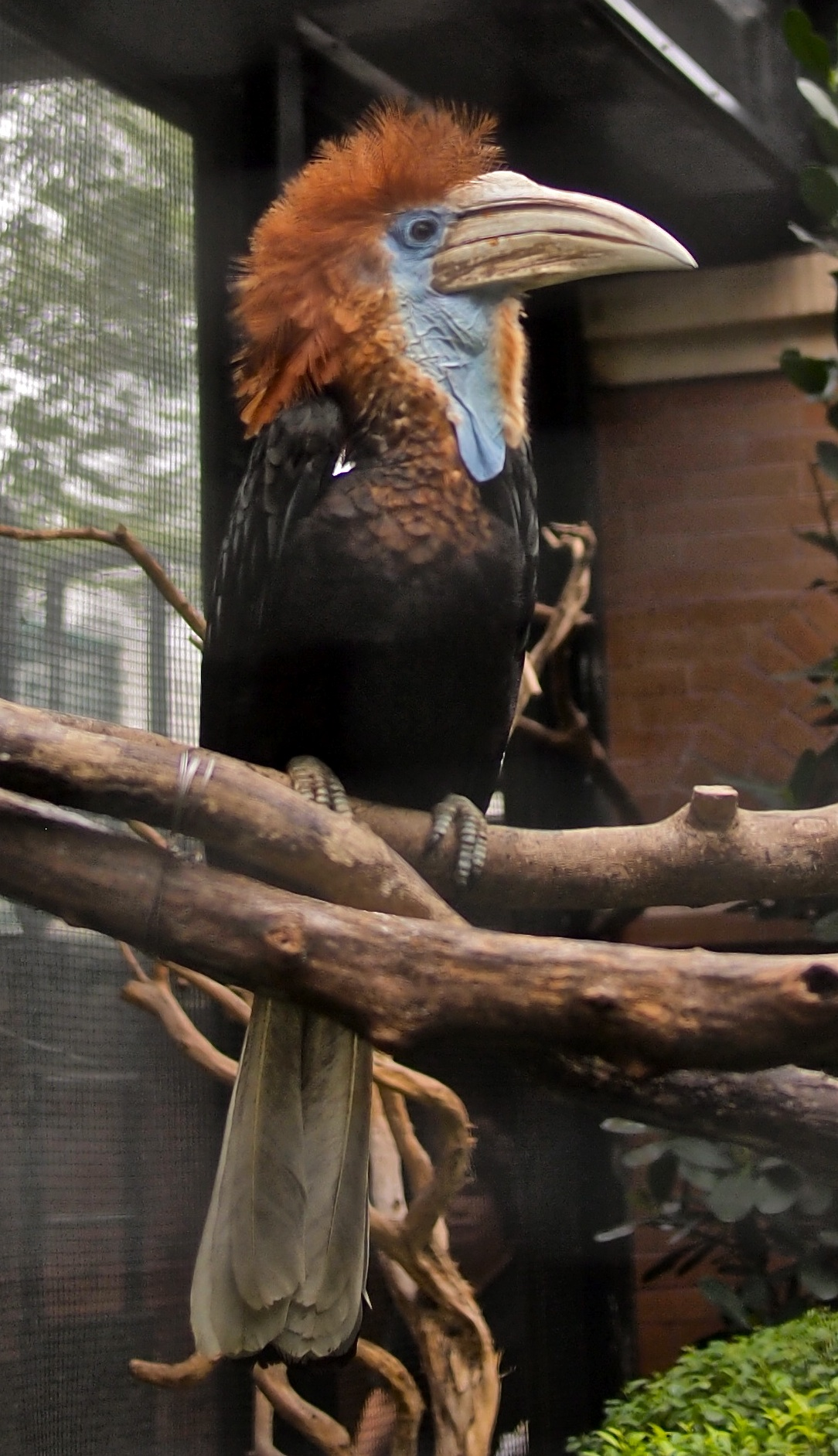
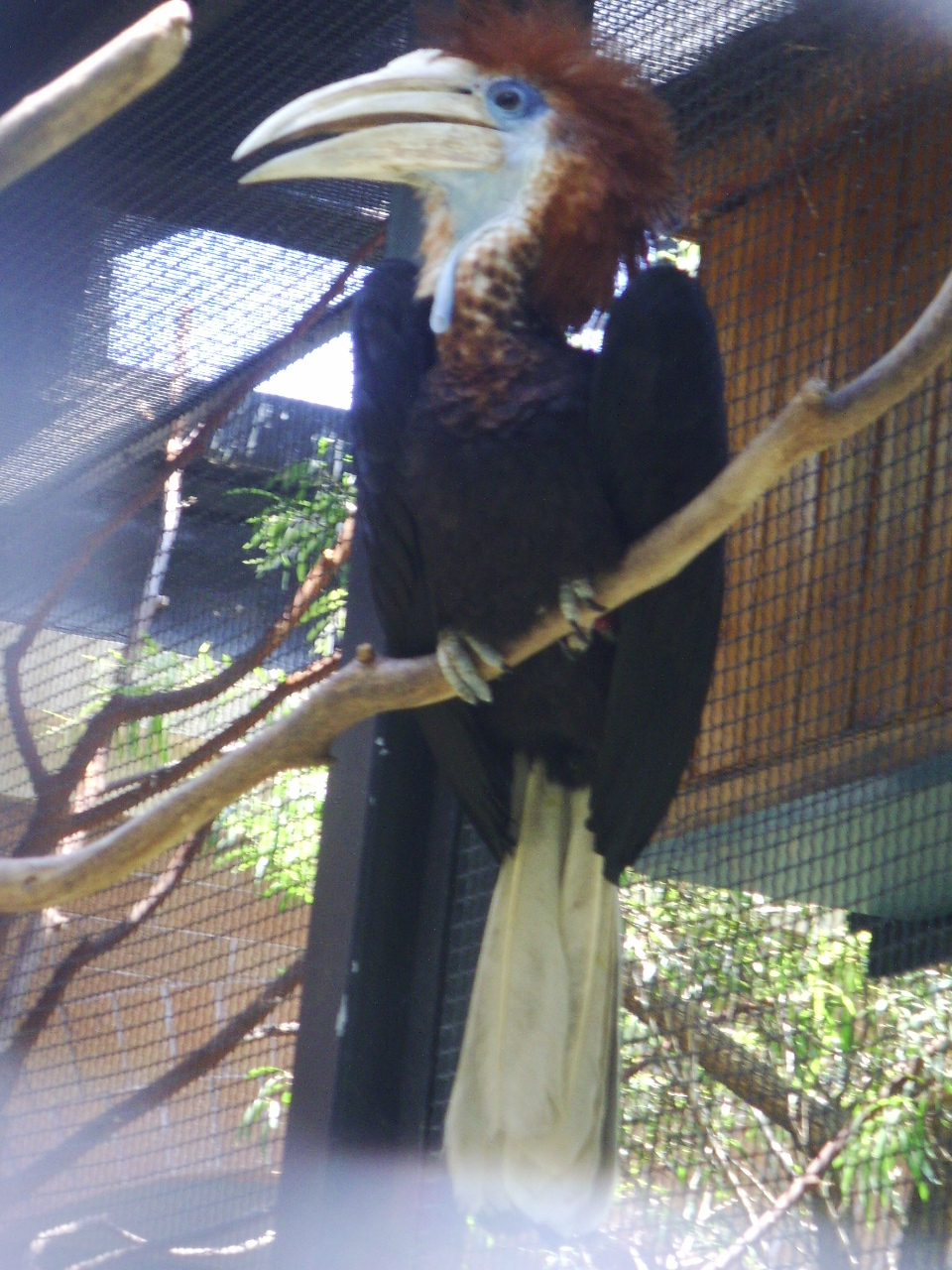